# Định luật Ohm

V, I và R là các đại lượng đặc trưng của định luật Ohm

Định luật Ohm là một định luật vật lý về sự phụ thuộc vào cường độ dòng điện của hiệu điện thế và điện trở. Nội dung của định luật cho rằng cường độ dòng điện đi qua 2 điểm của một vật dẫn điện luôn tỷ lệ thuận với hiệu điện thế đi qua 2 điểm đó, với vật dẫn điện có điện trở là một hằng số, ta có phương trình toán học mô tả mối quan hệ như sau:
{\displaystyle I={\frac {U}{R}}}
Với I là cường độ dòng điện đi qua vật dẫn (đơn vị: ampere). V (trong chương trình phổ thông, V còn được ký hiệu là U) là điện áp trên vật dẫn (đơn vị volt), R là điện trở (đơn vị: ohm). Trong định luật Ohm, điện trở R không phụ thuộc vào cường độ dòng điện và R luôn là 1 hằng số.
Định luật Ohm được đặt tên theo nhà vật lý học người Đức Georg Ohm[1] và được phát hành trên một bài báo năm 1827, mô tả các phép đo điện áp và cường độ dòng điện qua một mạch điện đơn giản gồm nhiều dây có độ dài khác nhau, Ông trình bày một phương trình phức tạp hơn một chút so với trên để giải thích kết quả thực nghiệm của mình (xem phần Lịch sử dưới đây). Phương trình trên là dạng hiện đại của định luật Ohm.
Trong vật lý, thuật ngữ định luật Ohm cũng được dùng để chỉ các dạng khái quát khác của luật Ohm gốc. Ví dụ đơn giản sau:
{\displaystyle J=\sigma \mathrm {E} },

Tam giác định luật Ohm

Trong đó J là mật độ dòng tại một vị trí nhất định trong vật liệu điện trở, E là điện trường tại vị trí đó, và σ (Sigma) là một tham số phụ thuộc vật liệu được gọi là độ dẫn. Đây là dạng khác của Định luật Ohm viết bởi Gustav Kirchhoff.
Định luật Ohm đối với toàn mạch: cường độ dòng điện chạy trong mạch điện kín tỉ lệ thuận với suất điện động của nguồn điện và tỉ lệ nghịch với điện trở toàn phần của mạch đó.

## Lịch sử

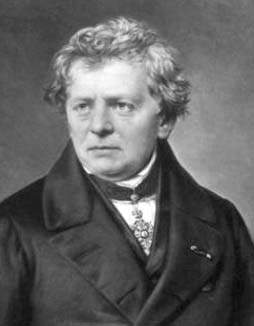
Georg Ohm (1787 - 1854)

Ohm là một định luật rất quan trọng trong điện học, định luật do một nhà vật lý học người Đức tên là Georg Ohm (1789 - 1854) phát minh. 
Ohm nghiên cứu các tính chất của điện trở trong những năm 1825 và 1826, và công bố kết quả vào năm 1827 trong cuốn Die galvanische Kette, mathematisch bearbeitet ("Nghiên cứu phương trình toán học của mạch điện"). Ông đã lấy cảm hứng từ công trình nghiên cứu của Fourier về lý thuyết sự truyền nhiệt để chứng minh để giải thích nghiên cứu của mình.
Từ nhỏ Ohm đã được cha dạy môn toán, cũng được cha ông rèn luyện đôi tay khéo léo, đó cũng chính là cơ sở để sau này ông đã tự tay chế tạo được các dụng cụ thí nghiệm để tiến hành nghiên cứu. Vào năm 1811 ông nhận học vị tiến sĩ ở trường Đại học Bilett Island.

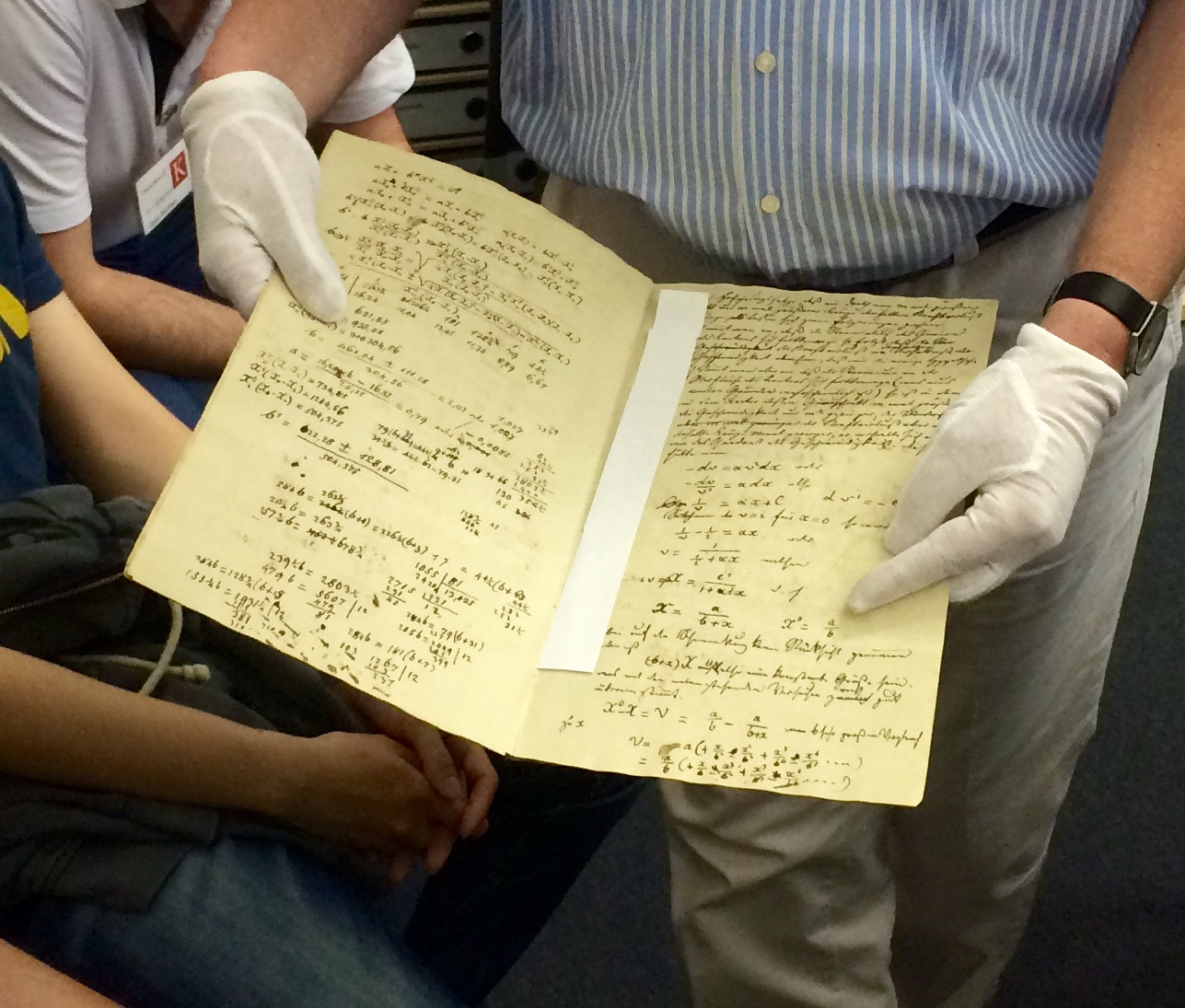
Định luật Ohm được tìm thấy trong tài liệu thí nghiệm của Georg Ohm.

Vào thời kỳ trước Ohm người ta còn chưa có ý niệm rõ ràng về cường độ dòng điện, về điện áp, còn khái niệm điện trở thì về cơ bản chưa có. Do điều kiện kinh tế khó khăn, trong thời gian dài Ohm phải làm gia sư và là thầy giáo dạy ở trường trung học. Đến khi mất việc dạy học, ông cơ hồ mất cơ hội trở thành một nhà vật lý học vĩ đại của thời đại. Trong thời gian rảnh rỗi, ông tranh thủ tự tay thiết kế, chế tạo các dụng cụ để tiến hành các thực nghiệm nghiên cứu khoa học. Dựa theo phương pháp của Coulomb, ông chế tạo ra máy đo lực của dòng điện để đo cường độ dòng điện, đồng thời đưa đến định nghĩa về sức điện động, đưa ra khái niệm chính xác về cường độ dòng điện và điện trở. Từ hiện tượng nhiệt phát ra trong dây dẫn khi, có dòng điện chạy qua, ông so sánh tỉ lệ giữa nhiệt phát ra và cường độ dòng điện chạy qua mà tìm ra các quy luật tương ứng. Qua một số lớn thí nghiệm tiến hành phân tích mối liên hệ giữa điện áp, cường độ dòng điện và điện trở, qua quá trình nghiên cứu tỉ mỉ, cuối cùng năm 1826 ông phát minh ra định luật mang tên ông đó là định luật Ohm. Tuy nhiên sau khi Ohm công bố định luật mà ông đã lao tâm khổ tứ nghiên cứu hàng chục năm trời mới tìm ra được, định luật vẫn chưa gây được sự chú ý của giới khoa học và chưa được coi trọng mà còn bị hoài nghi, thậm chí bị đả kích. Thời bấy giờ ở Đức chỉ có số ít nhà khoa học thừa nhận định luật Ohm, một trong số đó là nhà khoa học Sweig hết sức ủng hộ ông. Chính ông này đã giúp ông công bố luận văn, viết thư khuyến khích: ''Xin ngài cứ tin rằng khi đám mây đen tan đi thì ánh sáng chân lý sẽ chói sáng và niềm vui sẽ xua đuổi chúng đi''. Nhưng luồng gió mạnh chân chính ''xua tan đi đám mây mù”; lại từ nước Anh thổi đến. Hội Khoa học Hoàng gia Anh đã tặng cho Ohm huy chương Kapply, đó là vinh dự cao quí đối với các nhà khoa học thời bấy giờ. Từ đó công trình của Ohm mới được công nhận rộng rãi. Để ghi nhớ đến ông, người ta đã lấy tên ông đặt tên cho định luật và đặt tên cho đơn vị đo điện trở. 

## Phạm vi áp dụng

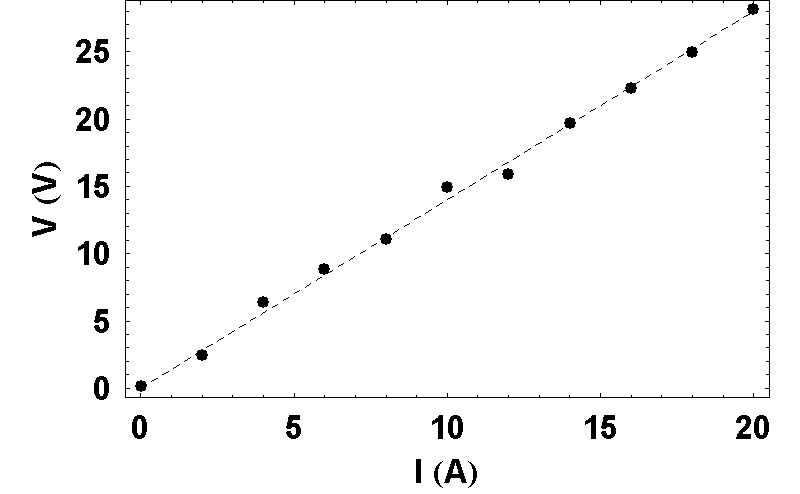
Thí nghiệm trên một mẩu kim loại cho thấy hiệu điện thế tỷ lệ thuận với cường độ dòng điện một cách gần đúng.

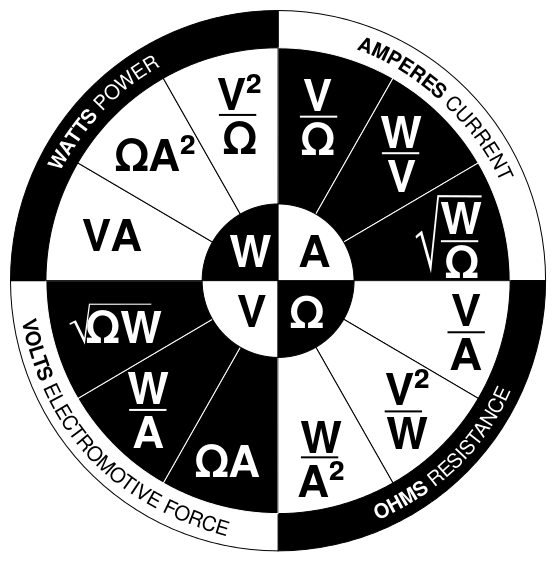
Bánh xe định luật Ohm, Gồm các đơn vị quốc tế

Định luật Ohm được hình thành trên cơ sở nghiên cứu thực nghiệm, Trong hầu hết các thí nghiệm với nhiều vật liệu khác nhau, Ohm thấy rằng cường độ dòng điện gần như tỷ lệ thuận so với điện trường. Đa số các kim loại và nhiều vật liệu dẫn điện khác tuân thủ định luật Ohm một cách gần đúng. nó đơn giản hơn so với Phương trình Maxwell.

Định luật Ohm đã được kiểm chứng trên một loạt các quy mô lớn về chiều dài. Vào đầu thế kỷ 20, người ta cho rằng định luật Ohm sẽ có thể áp dụng ở quy mô nguyên tử, nhưng các thí nghiệm thực hiện không như kỳ vọng. Vào năm 2012, các nhà nghiên cứu đã chứng minh rằng định luật Ohm hoạt động với các dây dẫn silicon nhỏ chỉ rộng bốn nguyên tử và dày một nguyên tử. 

## Dạng vi phân
Ở dạng vi phân, định luật Ohm liên hệ giữa cường độ điện trường, E, với mật độ dòng điện, j, và điện trở suất, ρ:
E = j ρ

## Dòng xoay chiều
Với dòng điện xoay chiều, một thiết bị Ohm sẽ tuân theo định luật Ohm như sau:
V = I Z
với Z là trở kháng tại tần số của hiệu điện thế, không phụ thuộc vào độ lớn của hiệu điện thế.